# Scutelnici
Scutelnici je obec v župě Buzău v Rumunsku. Žije zde přibližně 2 000 obyvatel. Součástí obce jsou i tři okolní vesnice.

## Části obce
- Scutelnici – 762 obyvatel
- Arcanu – 372 obyvatel
- Brăgăreasa – 624 obyvatel
- Lipănescu – 221 obyvatel